# Mikhail Ivanovitch Veneioukov
Mikhail Ivanovitch Veneioukov (russe : Михаил Иванович Венюков), né le 23 juin 1832 à Nikitino, dans l'actuel Oblast de Riazan en Russie et mort le 16 juillet 1901 à Paris, est un géographe de l'Empire russe.

## Biographie
Envoyé par Nikolaï Mouraviov-Amourski, il effectue en 1857-1858 la première traversée du Sikhote-Alin. Il suit l'Oussouri et son affluent l'Oulakhè, puis le Foudzin, passe la crête du Sikhote-Alin et arrive à la rivière Tadouchou. L'armée chinoise l'empêche de continuer. Il fait demi-tour le 18 juin 1858 et revient par la même route.